# Jalangi
Der Jalangi (bengalisch জলঙ্গী নদী, Hindi जलङ्गी/जलंगी नदी Jalaṅgī nadī) ist ein ca. 250 km langer und ca. 100 bis 200 m breiter Fluss im Bereich des Gangesdeltas im Distrikt Nadia im indischen Bundesstaat Westbengalen. Aufgrund der geringen Gefällesituation im Gangesdelta bildet er eine Verbindung zwischen den beiden Gangeshauptarmen Padma und Hugli. Nördlich der Einmündung des Jalangi in den westlichen Gangesarm wird dieser Bhagirathi genannt, südlich davon Hugli.

## Verlauf

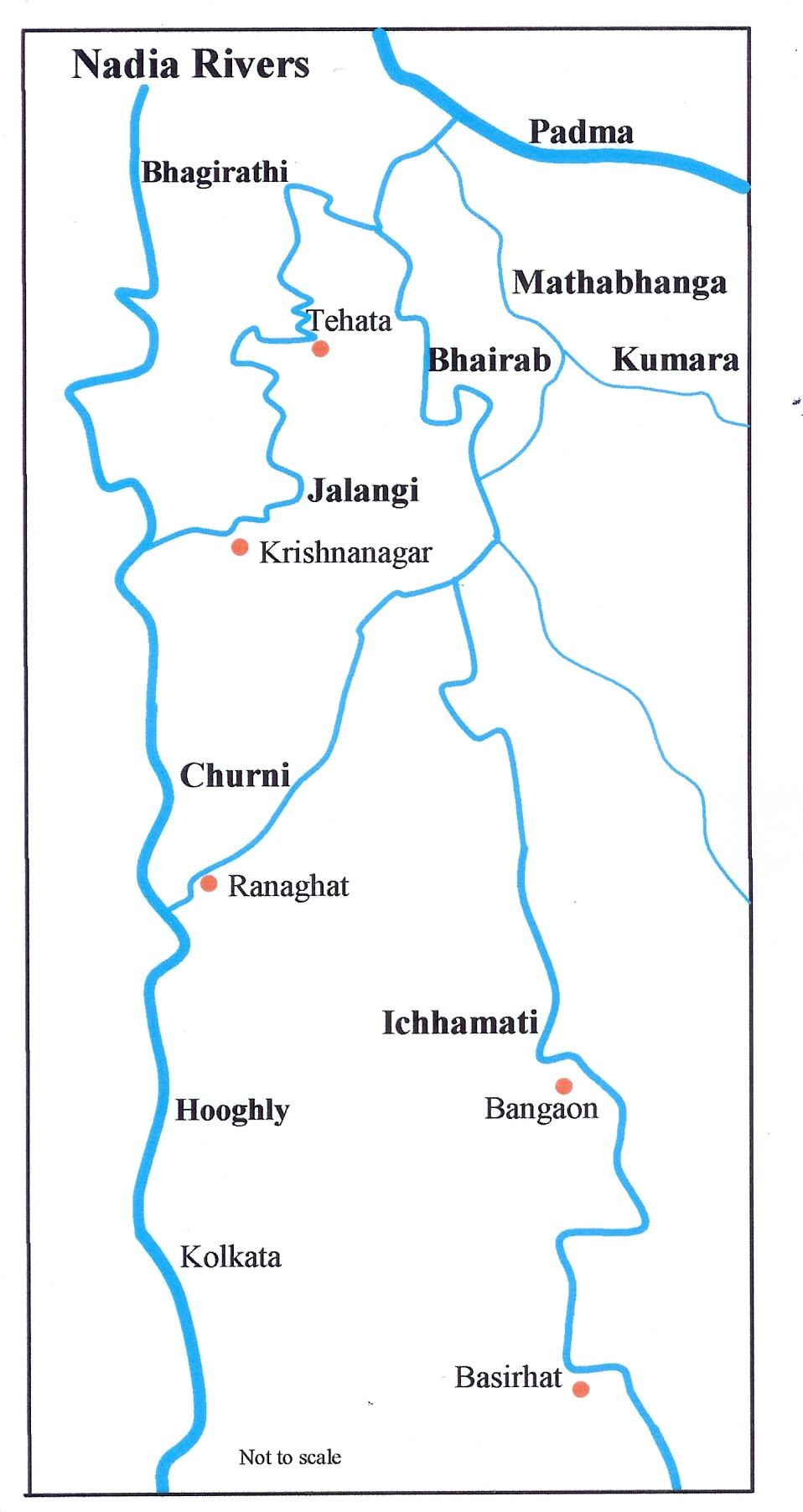
Flüsse im Gangesdelta

Der Jalangi hat seinen Ursprung im östlichen Gangesarm, dem Padma, im Osten des indischen Bundesstaats Westbengalen in einer Höhe von ca. 19 m. Er fließt in zahlreichen Schleifen hauptsächlich in südlicher und südwestlicher Richtung und mündet nach ca. 250 km bei der Stadt Mayapur in den Hugli.

## Nebenflüsse und Stauseen
Der Jalangi hat keine Nebenflüsse; die Anlage eines Stausees ist wegen des geringen Gefälles unmöglich.

## Städte
Wegen der vor allem in der Monsunzeit möglichen Überschwemmungen des Jalangi sind Orte oder gar Städte in Ufernähe äußerst selten. Lediglich die ca. 170.000 Einwohner zählende Stadt Krishnanagar befindet sich unweit der Mündung auf dem Südufer des Flusses.

## Geschichte
Das Alter des Flusses ist unklar, denn Änderungen seines Laufs hat es in der Vergangenheit immer gegeben – auf einer Karte des Jahres 1660 ist er jedoch ziemlich exakt eingezeichnet.